# Quân đội Nhân dân Bulgaria
Quân đội nhân dân Bulgaria (tiếng Bulgaria: Българска народна армия) (viết tắt: БНА) (tiếng Latinh: Balgarska narodna armiya) (viết tắt: BNA) là quân đội của Cộng hòa Nhân dân Bulgaria. Nó bao gồm Lực lượng trên bộ, Không quân và Phòng không, Hải quân và các lực lượng hỗ trợ của Bulgaria. Bulgaria là một trong những nước ký kết Hiệp ước Warsaw. Cùng với quân đội từ các nước Hiệp ước Warsaw khác, BNA tham gia vào cuộc xâm lược Tiệp Khắc của Hiệp ước Warsaw vào năm 1968. Tuy nhiên, ngoài điều này, BNA đã không thấy bất kỳ cuộc chiến nào trong suốt thời gian tồn tại của nó. Quân đội Nhân dân Bulgaria đã được giải thể cùng với Cộng hòa Nhân dân Bulgaria vào năm 1990 và được kế tục bởi Các Lực lượng Vũ trang Bulgaria.

## Lịch sử

### Những năm đầu và các hoạt động trong thập niên 1950
Mặt trận Tổ quốc Bulgaria ủng hộ chính phủ Xô Viết lên nắm quyền vào ngày 9 tháng 9 năm 1944, sau một cuộc đảo chính. Sau khi Cộng hòa Nhân dân Bulgaria tuyên bố được thành lập vào năm 1946, lễ kỷ niệm ngày lễ quân sự vào ngày 6 tháng 5 đã bị dừng lại, với ngày 23 tháng 9 được chỉ định là Ngày Quân đội Nhân dân Bulgaria. Ý nghĩa của nó nằm ở chỗ nó là ngày tổ chức Cuộc nổi dậy tháng 9 năm 1923. Trong cuộc duyệt binh đầu tiên của Quân đội Nhân dân được tổ chức nhân dịp kỷ niệm cuộc đảo chính. Kỳ nghỉ mới được tổ chức lại trên mô hình Liên Xô với sự tham gia trực tiếp của các sĩ quan Liên Xô, được trang bị vũ khí và trang thiết bị của Liên Xô. Các vị trí lãnh đạo do các sĩ quan Liên Xô gốc Bulgaria đảm nhiệm, và phần lớn các nhân viên chỉ huy được đào tạo tại Liên Xô. Mùa thu năm 1949, ban lãnh đạo BCP gửi đề nghị cử một sĩ quan Liên Xô sang giữ chức Tổng tham mưu trưởng, nhưng bị chính phủ Liên Xô từ chối. Năm 1952, nó chính thức được đặt tên là Quân đội Nhân dân Bulgaria. Trong giai đoạn từ năm 1948 đến năm 1952, quân đội này đã tham gia vào việc đẩy lùi các cuộc tấn công của Quân đội Hy Lạp. Quân đội cũng đã hỗ trợ cho Bắc Triều Tiên trong Chiến tranh Triều Tiên và hỗ trợ y tế cho quân đội Triều Tiên.

### Tấn công Tiệp Khắc
Quân đội này tham gia vào Hiệp ước Warszawa vào ngày 14 Tháng 5 1955 và hoạt động trong liên minh bao gồm khối Warszawa xâm lược Tiệp Khắc. Ngay từ tháng 5 năm 1968, Ban Giám đốc Chính trị của BNA đã mở một chiến dịch tuyên truyền để giải thích cho quân đội về các sự kiện ở Tiệp Khắc. Việc huấn luyện quân sự ngay lập tức bắt đầu vào đầu tháng, và vào cuối tháng đó, nó đã được thực hiện ở Bulgaria dưới sự kiểm soát của các sĩ quan Liên Xô. Hai đơn vị được chỉ định (Trung đoàn súng trường cơ giới 12 và Trung đoàn pháo binh 22 do Đại tá Alexander Genchev và Đại tá Ivan Chavdarov chỉ huy lần lượt) sau đó được chuyển đến lãnh thổ Liên Xô, nơi chúng đi qua dưới quyền chỉ huy của Liên Xô. Việc chuẩn bị về quân sự và ý thức hệ kết thúc vào ngày 20 tháng 8, khi Hội đồng Bộ trưởng quyết định rằng nước này nên tham gia vào cuộc can thiệp vào Tiệp Khắc.
Các đơn vị được gửi đến Ivano-Frankivsk nơi nó đóng quân ở đó cho đến khi cuộc xâm lược bắt đầu. Ngày 20 tháng 8 năm 1968, các trung đoàn nhận lệnh chiến đấu do Bộ trưởng Bộ Quốc phòng Dobri Dzhurov và Tổng Tham mưu trưởng Atanas Semerdzhiev ký. Ngày 20 tháng 8, lúc 6 giờ sáng, Trung đoàn súng trường cơ giới 22, thuộc Sư đoàn dù cận vệ số 7 của Liên Xô, được lệnh tiến vào Tiệp Khắc và đánh chiếm các sân bay ở Praha và Vodohody. Trong số các nhiệm vụ khác là tìm kiếm tất cả các công dân Bulgaria tạm trú tại đất nước này và đưa họ ra ngoài. Vào ngày 13 tháng 9, Bộ trưởng Quốc phòng Tiệp Khắc Martin Dzúrs đưa ra một công hàm yêu cầu rút lại sự hiện diện của quân đội Bulgaria. Nó kéo dài cho đến ngày 22 tháng 10 năm 1968, sau khi một thỏa thuận song phương giữa Tiệp Khắc và Liên Xô đã được ký kết sáu ngày trước đó. Vào ngày 23 tháng 10 năm 1968, quân đội Bulgaria đã rút khỏi Tiệp Khắc.

### Hộ trợ cho các đồng minh của Liên Xô
Nó cũng cố vấn cho Việt Cộng trong Chiến tranh Việt Nam. Trong những năm 1950, 1960 và 1970, BNA đã hỗ trợ các quốc gia như Algeria, Nam Yemen, Libya, Iraq, Nicaragua, Ai Cập và Syria cũng như tham gia hành động ở Afghanistan vào những năm 1980. Tại Việt Nam, Bulgaria cam kết gửi hàng tiếp tế quân sự miễn phí cho Việt Nam Dân chủ Cộng hòa trong một hiệp định song phương ký năm 1972.

### Những năm sau đó và sự sụp đổ của chủ nghĩa cộng sản
Vào tháng 2 năm 1958, Đạo luật nghĩa vụ quân sự chung đã được thông qua, theo đó thời hạn bắt buộc trong quân đội, không quân và phòng không là hai năm, và hải quân là ba năm. Ngoài ra, vào năm 1958, Ủy ban thể thao của quân đội thiện chiến được thành lập, trong đó BNA đã trở thành thành viên. Năm 1974, Polina Nedyalkova (tiếng Bulgaria) của BNA trở thành nữ tướng đầu tiên trong lịch sử Bulgaria.